# Света Богородица (Горно Броди)
„Света Богородица“ (на гръцки: Ιερός Ναός Παναγίας Άνω Βροντού) е възрожденска православна църква в сярското село Горно Броди, Егейска Македония, Гърция. Част е от Сярската и Нигритска епархия на Цариградската патриаршия.
Църквата е построена в 1873 година в Камарската махала. В един документ от 5 май 1873 година на учителя Никола Падарев, потвърден със селските печати и с 215 подписа, се казва, че селото едногласно е съградило новата църква на Камара, която осветил митрополит Неофит Серски, поканен от гъркоманската партия, по молба на хаджи Иван Боянов от Камарската махала. Първоначално до отказването на цялото село от Патриаршията, църквата е гъркоманска.
Васил Кънчов посещава Горно Броди през 1891 година.
| „ | Новата църква се казва „Св. Богородица“; тя е по-проста от старата. В нея иконите носят славянски надписи. | “ |

В същата 1891 година Георги Стрезов пише:
| „ | Има две църкви: по-голямата „Св. Димитър“ и „Св. Богородица“. Последната е съградена преди 18 години; и в двете четат смесено: български и гръцки. | “ |

В началото на XXI век църквата е разположена до футболното игрище и е в руини с паднал покрив.